# Kościół Matki Bożej Nieustającej Pomocy w Końskich
Kościół Matki Bożej Nieustającej Pomocy w Końskich – rzymskokatolicki kościół parafialny należący do parafii pod tym samym wezwaniem (dekanat konecki diecezji radomskiej).
Budowa murowanej świątyni została rozpoczęta w dniu 8 grudnia 2003 roku. W dniu 1 grudnia 2017 roku (po pożarze tymczasowej kaplicy wzniesionej w 1994 roku) rozpoczęto odprawianie wszystkich mszy świętych i nabożeństw w kościele. W dniu 26 czerwca 2021 roku kościół został uroczyście poświęcony przez biskupa Marka Solarczyka.